# Präparandenanstalt Elsterwerda

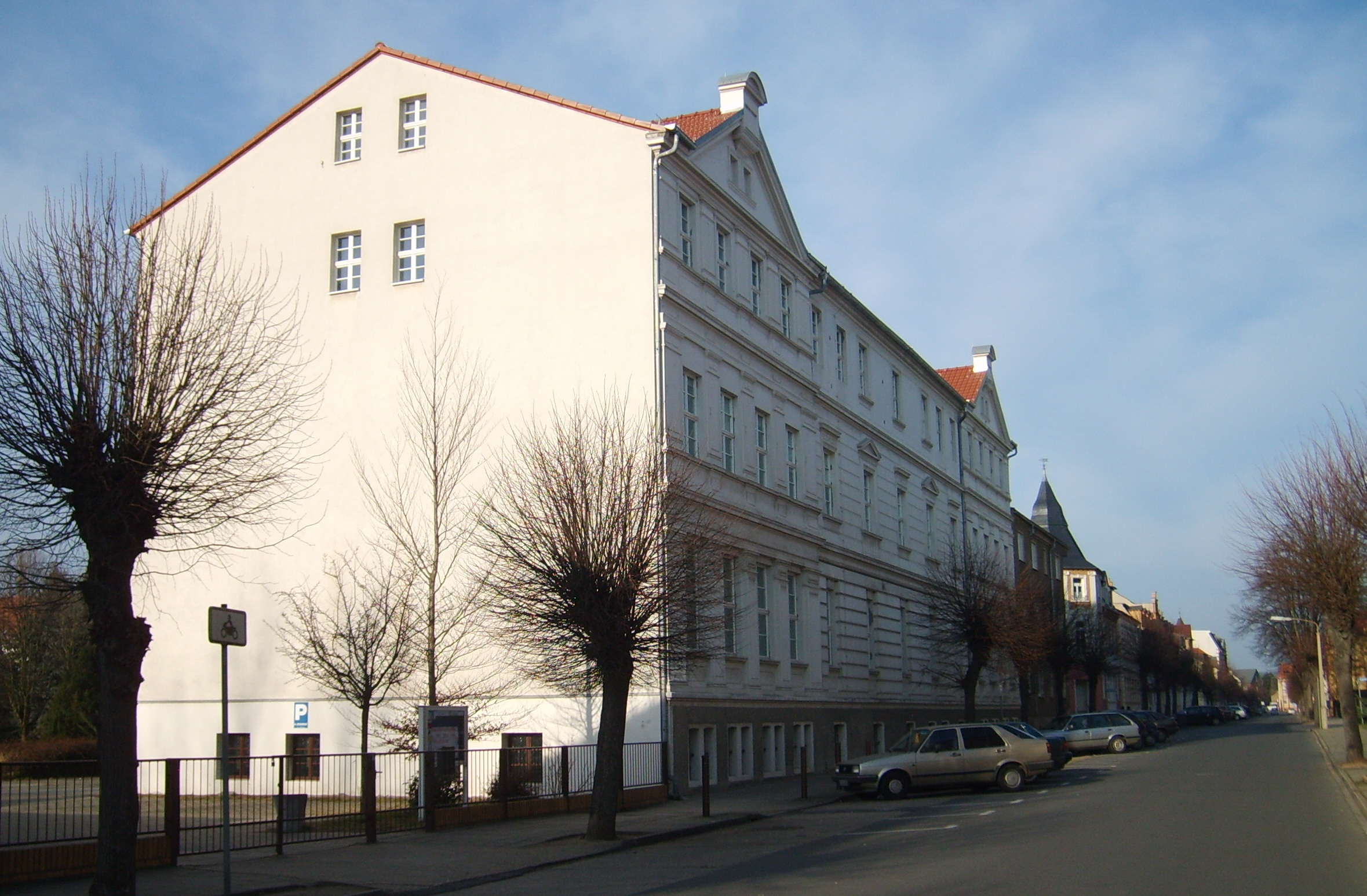
Die einstige Präparandenanstalt in Elsterwerda.

Die einstige Präparandenanstalt ist ein Baudenkmal in der südbrandenburgischen Kleinstadt Elsterwerda im Landkreis Elbe-Elster. Das Gebäude befindet sich in der Elsterstraße unmittelbar gegenüber dem Elbe-Elster-Klinikum.

## Geschichte
Gegen Ende des 19. Jahrhunderts wurde es in Elsterwerda nötig eine eigene Präparandenanstalt zu errichten, um die Anwärter auf das sechsjährige Lehrerstudium am 1858 eröffneten Lehrerseminar im Elsterschloss vorzubereiten  und auf einen einheitlichen Ausbildungsstand zu bringen. 1898 wurde das Gebäude schließlich vom Elsterwerdaer Baumeister Friedrich Jage, der 1878 schon die 1994 abgerissene Seminarturnhalle am Schloss errichtet hatte, erbaut. Diese neu geschaffene Einrichtung machte das Seminar zu einer Musteranstalt seiner Zeit.
Das Gebäude wurde später nach der Einziehung des Lehrerseminars im Jahre 1926 von der dem Seminar folgenden Oberrealschule genutzt. Nachdem die Anstalt zwischenzeitlich als Arbeitsdienstlager diente, wird sie seit 1939 für die Berufsbildung genutzt.
Gegenwärtig werden das Gebäude und das dazugehörige Gelände durch das Oberstufenzentrum Elbe-Elster genutzt, dessen Träger der Landkreis Elbe-Elster ist.

## Festschriften und Literatur
- Ernst Schmied, Michel Platschek (Hrsg.): Schulzeiten - Erinnerungen ehemaliger Schüler und Lehrer an ihre Elsterwerdaer Bildungsstätte. Band 1. Elsterwerda 2006 (Broschüre).
- Ernst Schmied (Hrsg.): Schulzeiten - Erinnerungen ehemaliger Schüler und Lehrer an ihre Elsterwerdaer Bildungsstätte. Band 2. Elsterwerda 2008 (Broschüre).
- Zur Geschichte des Schlosses Elsterwerda. Hrsg. v.d. Stadtverwaltung Elsterwerda. Elsterwerda (Touristisches Info-FaltBlatt).